# Plutodes concinna
Plutodes concinna är en fjärilsart som beskrevs av W. Warren 1907. Plutodes concinna ingår i släktet Plutodes och familjen mätare. Inga underarter finns listade i Catalogue of Life.